# Edward C. Walthall

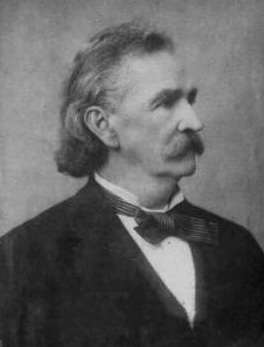
Edward C. Walthall

Edward Cary Walthall (* 4. April 1831 in Richmond, Virginia; † 21. April 1898 in Washington, D.C.) war Rechtsanwalt, General im Heer der Konföderation während des Amerikanischen Bürgerkriegs und Politiker der Demokratischen Partei.
Walthall zog als Kind mit seiner Familie aus Virginia nach Mississippi. Nach dem Schulbesuch in Holly Springs, Mississippi studierte er Jura und wurde 1852 in die Anwaltskammer aufgenommen. Er arbeitete bis 1856 als Anwalt in Coffeeville, Mississippi. Im selben Jahr wurde er zum Bezirksstaatsanwalt für den zehnten Gerichtsdistrikt von Mississippi gewählt und drei Jahre später in diesem Amt bestätigt.
Während des Bürgerkrieges diente Edward Walthall auf der Seite der Südstaaten zunächst als Leutnant. Später wurde er zum Oberstleutnant, Oberst und Brigadegeneral befördert, ehe er schließlich bei Kriegsende zum Generalmajor befördert wurde. Nach dem Krieg kehrte er in Coffeeville in seinen Beruf zurück, den er ab 1871 in Grenada, Mississippi ausübte.
1885 unterbrach er seine juristische Laufbahn, als er nach dem Rücktritt von Lucius Lamar in den US-Senat berufen wurde. Diesem gehörte er nach einer Wiederwahl 1889 bis zum 24. Januar 1894 an, als er sein Mandat wegen gesundheitlicher Probleme niederlegte. Während seiner Zeit im Senat war er Vorsitzender des Militärausschusses.
Noch im selben Jahr trat Edward Walthall erneut zur Wahl an und siegte; am 4. März 1895 kehrte er in den Senat zurück. Er starb während seiner Amtszeit am 21. April 1898, kurz nach seinem 67. Geburtstag.
Zu seinen Ehren wurde das Walthall County im Staat Mississippi nach ihm benannt.